# Ottone (vescovo di Roselle)
Ottone (prima metà del IX secolo – dopo l'861) è stato un vescovo italiano.
È talvolta indicato come Ottone I, poiché alcuni cronisti inseriscono nelle cronotassi rosellane un secondo Ottone, tradizionalmente riferito al 1000, ma tuttavia privo di qualsiasi riscontro documentario.

## Biografia
Ottone è ricordato vescovo di Roselle nell'anno 850, ventiquattro anni dopo l'ultima menzione del suo predecessore Rauperto. Nel mese di aprile di quell'anno, il presule rosellano fu presente ad un placito presieduto da papa Leone IV e dall'imperatore Ludovico II il Giovane a Roma, riguardante una vertenza tra le diocesi di Arezzo e di Siena in merito ad una lite che proseguiva da molti anni: in questa occasione, la vertenza fu risolta a favore di Siena. Il documento, ritenuto un falso da alcuni autori, reca la firma «Otto episcopus Rosellensis».
Il 18 novembre 861 Ottone partecipò al sinodo romano indetto da papa Niccolò I, in cui si esaminava la condotta morale di Giovanni, vescovo di Ravenna, poi assolto da ogni accusa.
In una lettera dell'anno 886 di papa Stefano V a Pietro, vescovo di Volterra, è ricordato un anonimo vescovo di Roselle: la mancanza di identificazione impedisce di stabilire se si tratti di Ottone o di un suo sconosciuto successore.